# Agnes Heineken
Pour les articles homonymes, voir Heineken (homonymie).
Sara Agnes Heineken, née à Brême le 13 juillet 1872 et morte le 5 juillet 1954 dans la même ville, est une enseignante, pédagogue, militante des droits des femmes et femme politique du Parti démocrate allemand (DDP), élue au Parlement régional de Brême.

## Biographie

### Jeunesse et formation

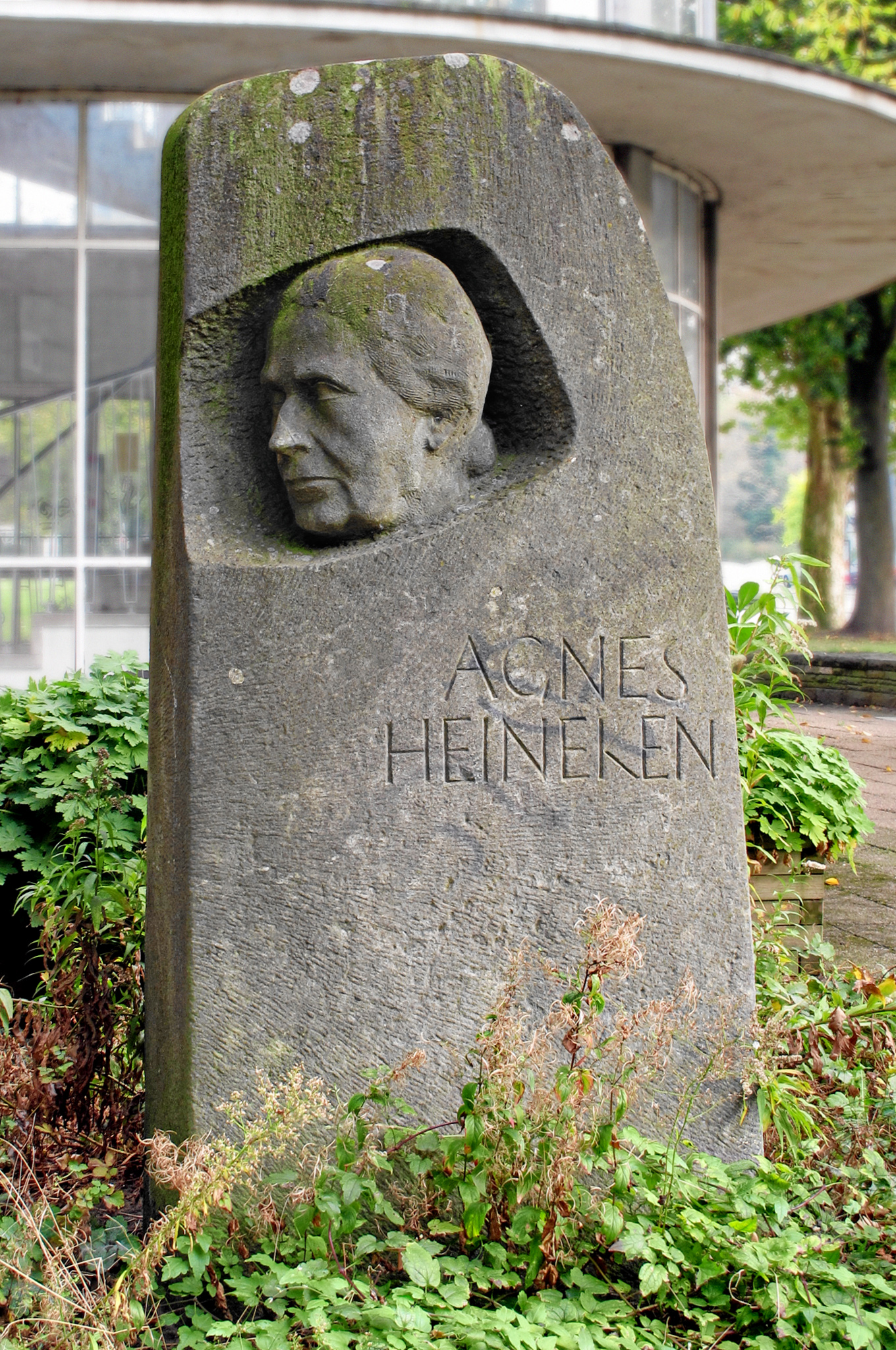
Monument Agnes Heineken au centre de formation professionnelle de Brême.

Agnes Heineken est née à Brême le 13 juillet 1872. Elle est la deuxième des cinq enfants de Hermann Friedrich Heineken (1835-1918) et d'Agneta Tholen (1844-1912),.
De 1878 à 1890, elle fréquente l'école secondaire pour filles d'Ida Janson (de) à Brême, où elle est l'élève de la militante féministe Mathilde Lammers (de). Elle poursuit ses études à l'école normale de l'école Janson et devient enseignante dans la même école de 1890 à 1892. Elle apprend le français lors d'un séjour prolongé à Paris dans les années 1892 à 1894, et obtient un diplôme de professeure de français lui permettant d'enseigner dans les classes supérieures.

### Débuts dans l'enseignement
Elle travaille ensuite à la Höheren Mädchenschulen Ida Wohlers (Haute école de filles Ida Wohlers) et à nouveau à l'école Janson. À partir de 1899, elle étudie l'allemand, l'histoire et la philosophie à l'Université de Göttingen. En mars 1903, elle réussit l'examen d'enseignante principale des écoles publiques pour filles et enseigne comme professeur principal d'allemand, d'histoire et de français à l'école Janson,.
Agnes Heineken milite pour le droit des femmes à l'éducation et à la participation de la vie de l'État. Elle veut faciliter l'accès à  l'enseignement supérieur pour les femmes et les filles. Dans une lettre adressée en 1907 au rédacteur en chef du journal Bremer Nachrichten (de), elle dénonce le fait que la conservatrice ville de Brême - contrairement à d'autres villes allemandes comme Vegesack et Bremerhaven - compte six écoles supérieures pour garçons mais pas une seule école publique pour filles. Cette prise de position lui vaut d'être renvoyée sans préavis de l'école privée Janson.

### Action en faveur de l'éducation
De 1907 à 1918, Agnes Heineken, sur recommandation du conseil municipal de Vegesack, obtient un poste d'enseignante à l'école supérieure de filles de la ville. Durant cette période, elle soutient une nouvelle réforme scolaire visant à donner de meilleures opportunités aux filles à Brême. 
Elle est membre du conseil d'administration du Verein bremischer Lehrerinnen (Association des enseignantes de Brême) et de la Sektion für höhere und mittlere Schulen des Allgemeinen Deutschen Lehrerinnenvereins (section des écoles supérieures et intermédiaires de l'Association générale des enseignants d'allemand). Elle est également active au sein de l'Association moniste de Brême, interdite à partir de 1933. 
En 1918, Agnes Heineken devient directrice de l'école du Frauen-Erwerbs- und Ausbildungsvereins, association pour la formation des femmes. Elle soutient avec succès la poursuite du développement des écoles professionnelles et techniques.  
En 1920, elle devient directrice honoraire du Hauswirtschaftlichen Fortbildungsschule für Mädchen (école ménagère pour filles). 
Elle participe à la fondation d'un grand nombre d'écoles et centres de formation : Sozialen Frauenschule (école sociale féminine) en 1918, Allgemeinen Frauenschule (école générale féminine) en 1919, Sozialpädagogischen Seminars für Kindergärtnerinnen und Hortnerinnen (séminaire socio-pédagogique des institutrices maternelles et périscolaires) en 1920, Höheren Handelsschule (école supérieure commerciale) en 1921, Kinderpflegerinnenschule (école de puéricultrices) en 1923, Seminar zur Ausbildung von Gewerbelehrerinnen (séminaire de formation des enseignantes commerciales) en 1926, Höhere Fachschule für Frauenberufe (Collège technique supérieur des métiers féminins) en 1929 et Mütterschulkursus (cours de l'école des mères) .

### Les droits des femmes
Agnes Heineken est présidente du Bremer Verein für Frauenstimmrecht (association de Brême pour le droit de vote des femmes) de 1909 à 1912 et fait campagne en faveur du suffrage des femmes. En 1910, elle est cofondatrice du Frauenstadtbund Bremen. 

### Le Parti démocrate
Angnes Heineken est membre du Parti libéral démocrate allemand (DDP). En 1919-1920, elle représente le parti à l'Assemblée nationale de Brême (de). De 1920 à 1921 et de nouveau de 1923 à 1930, elle est membre du Parlement de Brême. Elle y est active particulièrement dans le domaine de l'éducation. L'une de ses grandes réalisations est l'introduction, en 1920, d'une année de formation obligatoire en économie domestique pour les filles qui quittent l'école après la huitième année scolaire,. Elle milite pour l'école universelle, des bourses pour les étudiants universitaires et la formation continue des chômeurs, des veuves et orphelins de la Première Guerre mondiale.
En 1933, l'arrivée au pouvoir des nazis met un terme à ces activités. À la suite d'une dénonciation, Agnes Heine perd la direction de la Hauswirtschaftlichen Pflichtfortbildungschule (école d'enseignement supérieur obligatoire d'économie domestique) pour "manque d'esprit national et attitude négative". Elle perd également ses autres fonctions.

### L'après-guerre et le mouvement des femmes
Après la Seconde Guerre mondiale, elle reprend son travail et s'investit dans la reconstruction de Brême.
Agnes Heineken est une personnalité importante du mouvement des femmes de Brême. En 1946, avec Anna Klara Fischer, Anna Stiegler, Käthe Popall et Irmgard Enderle, elle est membre fondatrice et membre du conseil d'administration du Comité des femmes de Brême, une organisation faîtière socialement reconnue, non partisane et non confessionnelle regroupant des organisations de femmes de tous horizons du land de Brême. Après l'expérience de la guerre et des destructions, le Comité des femmes de Brême veut construire une paix durable mais aussi pousser les femmes à devenir politiquement active et exige l'égalité totale entre les hommes et les femmes dans tous les domaines,.
Agnes Heineken participe à la réalisation de l'exposition Frau und Welt (la femme et le monde) en 1949. De 1949 à 1950, elle succède à Charlotte Niehaus (de) à la présidence de l'association puis en devient présidente d'honneur.
Agnes Heineken décède le 5 juillet 1954 à Brême. Elle est enterrée dans le cimetière Riensberger.

## Distinctions
- Le Sénat de Brême fait réaliser en son hommage un Monument Agnes Heineken (de), conçu par le sculpteur Kurt Lettow (de). Il est érigé dans le quartier Brême-Mitte[1],[7].
- Une rue de Brême-Obervieland porte le nom de Agnes-Heineken-Strasse[1]